# دینا کرول
دینا کرول (انگلیسی: Dina Carroll؛ زادهٔ ۲۱ اوت ۱۹۶۸) یک موسیقی‌دان اهل بریتانیا است.